# يرقات الخيام
قزيات الصنوبر أو يرقات الخيام أو فصيلة لاسيوكومبيدي (الاسم العلمي: Lasiocampidae)، هي فصيلة من الحشرات تتبع رتبة حرشفيات الأجنحة. تحتوي على أكثر من 150 جنساً. وأكثر من 2000 نوعاً. يُعتبر من العثث متوسطة الحجم، ممتلئة الجسم، تغطي جسمها وأرجلها وعيونها شعر كثيف، قرون الاستشعار ريشية نوعاً ما في كلا الجنسين، ولكن الأسنان الموجودة على قرون الاستشعار تكون أطول في الذكور، ومعظم هذا العث ذو لون بني أو رمادي، وتتغذى اليرقات على أوراق الأشجار مسببة كثيراً من الأضرار البالغة، وتتحول اليرقة إلى عذراء في شرنقة قوية وسميكة.